# Orio
Orio es un municipio español de la provincia de Guipúzcoa, en la comunidad autónoma del País Vasco.
Se trata de un municipio costero de tradición pesquera. Es conocido por ser la cuna de varios destacados artistas vascos (como Jorge Oteiza o Benito Lertxundi) y por su gran tradición remera.

## Toponimia
Es posible que el nombre de Orio no sea más que una deformación de río Oria en cuya desembocadura se encuentra la población. La villa fue fundada en la Edad Media bajo el nombre de Noble y Leal Villarreal de San Nicolás de Bari de Orio, pero esta denominación tan larga se fue perdiendo y pasó a ser conocida simplemente como Orio. De forma coloquial y al hablar en euskera el nombre de la población se pronuncia Oriyo.

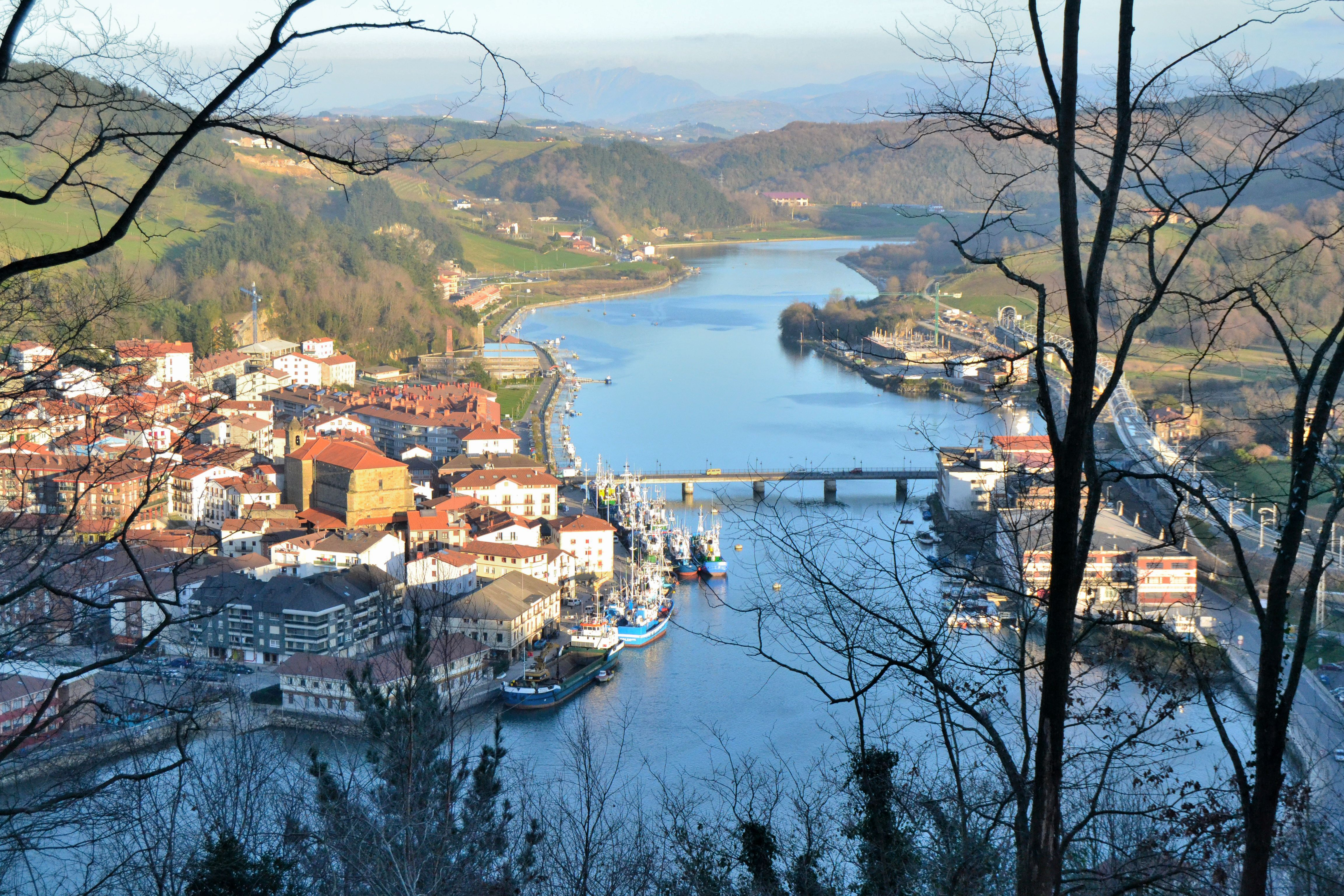
Vista de Orio

Sobre el origen etimológico del nombre del río, este es desconocido. El Padre Manuel de Larramendi, en el siglo XVIII, atribuía el nombre del río a sus aguas turbias, de color pajizo, que le brindaban el nombre de (h)oria, que significa amarillo en lengua vasca. Aunque reconocía que existían apellidos y casas llamados Oria sin esa aparente significación. En cualquier caso, posiblemente por esa similitud entre el nombre del pueblo y el nombre en euskera del color amarillo, este color se viene usando desde hace bastantes años como símbolo del municipio. Esta tradición se debe a que la exitosa trainera de Orio utiliza desde hace un siglo ese color. Aunque la bandera de Orio es de color blanco con ribete azul y el escudo del pueblo en su interior, son habituales las banderas amarillas para simbolizar al pueblo y a su equipo de remo, los carteles indicadores de las calles llevan fondo amarillo y en líneas generales se considera este color como símbolo del pueblo.
A los habitantes de Orio se les conoce como oriotarras, gentilicio procedente del euskera y que se usa indistintamente tanto para hombres como para mujeres.

## Geografía
Integrado en la comarca Urola-Costa, se sitúa a 17 kilómetros de San Sebastián. El término municipal está atravesado por la Autopista del Cantábrico (AP-8), por la carretera N-634 entre los pK 10 y 13 y por una carretera local que conecta con la capital donostiarra a través del Monte Igueldo.
El relieve del municipio está definido por el río Oria antes de su desembocadura en el mar Cantábrico (ría de Oria) y por el monte Talaimendi, que separa el valle del río de la costa cantábrica, cuya máxima altitud se encuentra en el pico Kukuarri, a 361 metros.
El término municipal de Orio tiene 9,81 km². El río Oria marca en líneas generales los límites meridional y occidental de Orio con Aya, quedando Orio en la orilla derecha del río y Aya en la izquierda. Como curiosidad cabe decir que aunque el río marque los límites entre Orio y Aya, ambas orillas quedaban bajo la jurisdicción de Orio, que tradicionalmente controlaba la ría del Oria frente a su vecina Aya. Así, pertenece también a Orio una mínima franja de tierra en la orilla izquierda del río. Junto a esa franja hay unos pequeños enclaves más de terreno en manos de Orio en la orilla izquierda: la playa fluvial de Txurruka u Oribazar, el nuevo espigón de la desembocadura, las instalaciones del club de remo o un terreno denominado Motondo.
Por el norte, Orio limita con el mar Cantábrico, estando el tramo de costa perteneciente a Orio formado en su mayor parte por acantilados. La única zona de costa baja se encuentra precisamente en la orilla derecha de la desembocadura del río Oria, donde está la playa de Antilla.
La altitud oscila entre los 361 metros (pico Kukuarri) y el nivel del mar. El pueblo se alza a 11 metros sobre el nivel del mar. Limita al este con San Sebastián y Usúrbil y al sur y oeste con el municipio de Aya.
| Noroeste: Aya | Norte: Mar Cantábrico | Noreste: San Sebastián        |
| Oeste: Aya    |                       | Este: San Sebastián y Usúrbil |
| Suroeste: Aya | Sur: Aya              | Sureste: Usúrbil              |

### Espacios naturales
En Orio se localiza un conjunto de enclaves de gran valor naturalístico, sobre todo en torno al río Oria, donde podemos observar un conjunto de vegas, marismas y humedales muy bien conservados aunque gravemente amenazados por el desarrollo urbanístico de la población. Este conjunto se encuentra incorporado a la Red Natura 2000 dentro del estuario del Oria junto con enclaves de Aia y Usúrbil. Asimismo, merece destacarse el monte Talaimendi, sobre todo en la cara que da al mar.
El parque de las aves se encuentra cerca de la playa de Antilla. Tiene patos, ocas, conejos, gallinas... Pako Barjakoba era un jubilado que dedicaba su tiempo desinteresadamente en cuidarlo.

### Barrios
Orio se caracteriza por ser un pueblo bastante compacto, donde la mayor parte de la población se concentra en el casco urbano (unas 5000 personas).
El polígono del puerto de Aníbar se encuentra junto a la carretera N-634, junto a la entrada del pueblo (viniendo desde Usúrbil) y está algo separado del resto del casco urbano. Tiene unos 440 habitantes y es quizás la excepción más notable.
Diseminadas por el resto del término municipal de Orio viven unas 270 personas, en su mayor parte habitando en caseríos. Algunos de estos caseríos se agrupan en pequeños barrios con cierta entidad. Los más conocidos San Martín, situado en un alto que domina el pueblo y junto al antiguo camino real que unía Orio con el barrio donostiarra de Igueldo; y Ortzaika y Saikola, situados junto a la carretera que va de Orio a Usúrbil. Saikola se encuentra justo en el límite con el término municipal de Usúrbil.

## Historia
Orio fue originalmente una mera parroquia o colación consagrada a San Nicolás de Bari. En 1180 fue incluida dentro de los límites de la villa de San Sebastián.
Fue ganando importancia como localidad de paso en la Ruta Jacobea de la Costa. Los peregrinos llegaban a Orio a través del camino que iba desde San Sebastián por Igueldo y vadeaban en barca el río Oria a la altura de Orio, con el consiguiente beneficio que suponía en la economía local.
Con el fin de potenciar esta localidad costera, sus ferrerías y sus astilleros; el rey Juan I de Castilla le concede el 12 de julio de 1379 el fuero de San Sebastián fundando la villa denominada Villarreal de San Nicolás de Orio.
Durante la guerra civil, las tropas sublevadas tomaron la localidad el 21 de septiembre de 1936, sin que hubiera resistencia.
A las 20 horas del 10 de marzo de 1965, un voraz incendio originado en una sala utilizada para clase de niñas, destruyó completamente el Ayuntamiento. Los archivos pudieron ser salvados gracias al trabajo de los vecinos y la Guardia Civil.

## Economía
La economía de Orio ha estado tradicionalmente ligada al mar. La pesca y la construcción naval, complementadas con la agricultura; eran las principales actividades económicas del pueblo.
El Puerto Deportivo de Orio es un puerto fluvial. Actualmente los barcos pesqueros amarran en la ría de Oria frente al mismo centro de Orio. Curiosamente el muelle es a la vez plaza central del pueblo.
Antiguamente la ría de Orio contaba con gran actividad constructora. En ella había numerosos astilleros donde se construían fragatas para la Armada, galeones y otras embarcaciones menores. Durante el siglo XIX la barra del río Oria se llenó de arena impidiendo el paso de buques de gran calado, poniendo fin a la actividad de los astilleros.
A la actividad pesquera del puerto se sumaba una importante actividad de comercio de hierro y productos manufacturados en la ferrerías de la zona (como anclas) hacia Inglaterra.
En la actualidad persiste la actividad pesquera de bajura (anchoa, chicharro, verdel, atún), pero con menos importancia que en el pasado. La actividad pesquera está en una crisis continua desde la década de 1970. Entonces había más de 50 embarcaciones pesqueras en Orio. En 1996 no quedaban más de 30 embarcaciones que daban trabajo a cerca de 300 personas. En los últimos 10 años la actividad pesquera ha decaído aún más.
Un 14 de mayo de 1901 los arrantzales oriotarras cazaron la última ballena de raza vasca, también llamada franca, del Cantábrico.

## Demografía
Orio cuenta con una población de 6182 habitantes (INE 2024).
| Gráfica de evolución demográfica de Orio entre 1842 y 2021                                                          |
| |
| Población de derecho según los censos de población del INE Población de hecho según los censos de población del INE |

A lo largo del siglo XX su población ha ido aumentando de forma continua desde los 1268 habitantes de principios de siglo hasta que alcanzó los 4000 habitantes durante la década de 1970. A principios de la década de 1980 se produjo un estancamiento en la población derivado principalmente de la crisis pesquera e industrial. La población se mantuvo en torno a los 4300 habitantes durante las dos últimas décadas. Actualmente hay un repunte propiciado por la construcción de nuevas viviendas en el pueblo que está atrayendo a vecinos de otras localidades guipuzcoanas que están fijando aquí su residencia y que están transformando lentamente a Orio en una localidad residencial. El hecho de que Orio sea una localidad costera y pintoresca, el coste de la vivienda que aún tiene un valor inferior al de Zarauz o San Sebastián y unas aceptables comunicaciones están contribuyendo a este crecimiento.

## Administración y política
| Partido político                                              | 2019  | 2019       | 2015  | 2015       | 2011  | 2011       | 2007  | 2007       |
| Partido político                                              | %     | Concejales | %     | Concejales | %     | Concejales | %     | Concejales |
| Euskal Herria Bildu (EH Bildu)-Bildu                          | 41,16 | 6          | 32,00 | 4          | 35,40 | 5          | —     | —          |
| Euzko Alderdi Jeltzalea-Partido Nacionalista Vasco (EAJ-PNV)  | 37,69 | 5          | 40,74 | 6          | 43,25 | 6          | 34,23 | 4          |
| Partido Socialista de Euskadi-Euskadiko Ezkerra (PSE-EE PSOE) | 10,22 | 1          | 8,49  | 1          | 3,85  | 0          | 7,07  | 1          |
| Orioko Aukera Independientea (ORAIN)                          | 9,07  | 1          | 15,57 | 2          | 13,47 | 2          | —     | —          |
| Eusko Abertzale Ekintza-Acción Nacionalista Vasca (EAE-ANV)   | —     | —          | —     | —          | —     | —          | 27,52 | 3          |
| Ezker Batua-Berdeak (EB-B)-Aralar                             | —     | —          | —     | —          | —     | —          | 19,41 | 2          |
| Eusko Alkartasuna (EA)                                        | —     | —          | —     | —          | —     | —          | 8,07  | 1          |

## Cultura

### Fiestas
Las fiestas patronales de Orio se celebran por San Nicolás de Bari y su día grande es el 6 de diciembre, que coincide con el día de la Constitución Española.
El día de los pescadores es San Pedro, 29 de junio.

### Gastronomía
Besugo al estilo Orio: El besugo es un pescado que desde siempre ha sido considerado un manjar. El que se prepara y sirve en Orio goza de gran fama y muchísima gente se acerca a la villa solamente con el pretexto de degustarlo. Hasta hace unos años se utilizaba besugo del Cantábrico pero, ante la escasez de este pescado, últimamente se importan besugos de Tarifa.
La forma de prepararlo en las parrillas de los asadores de Orio difiere a la que se utiliza en el resto de las localidades y es lo que le confiere ese sabor excepcional.
Para empezar, hay que hacer las brasas con mimo y extenderlas bien hasta que formen una costra negra. Así, no se quema el pescado. Tras desescamar y quitarle las tripas, se unta con un poco de aceite y se sazona la pieza por dentro y por fuera (con un kilo comen dos personas) y se coloca en la parrilla directamente, sin utilizar besuguera (elemento diferenciador respecto a las otras localidades). No se abre hasta después, ya que así el besugo sale más rico. En las brasas, siempre cuidándolo con mimo, estará alrededor de 20 minutos.
Para terminar, con el besugo en una fuente abierto en libro (se abre empezando por la cola y subiendo hacia la cabeza), se empieza a preparar el refrito en una sartén. Se pasan unos ajos en láminas y una guindilla por aceite virgen caliente, y se reserva. Después se echa vinagre sobre el besugo. ¡No en la sartén!, porque salta. El vinagre siempre directamente a la pieza. Y luego se añade el aceite caliente que se ha reservado previamente. Entonces llega el toque mágico de los oriotarras: El secreto es volver a coger el vinagre, el aceite y el jugo del pescado del plato y darle un par de vueltas, suaves, en la sartén.

### Deporte

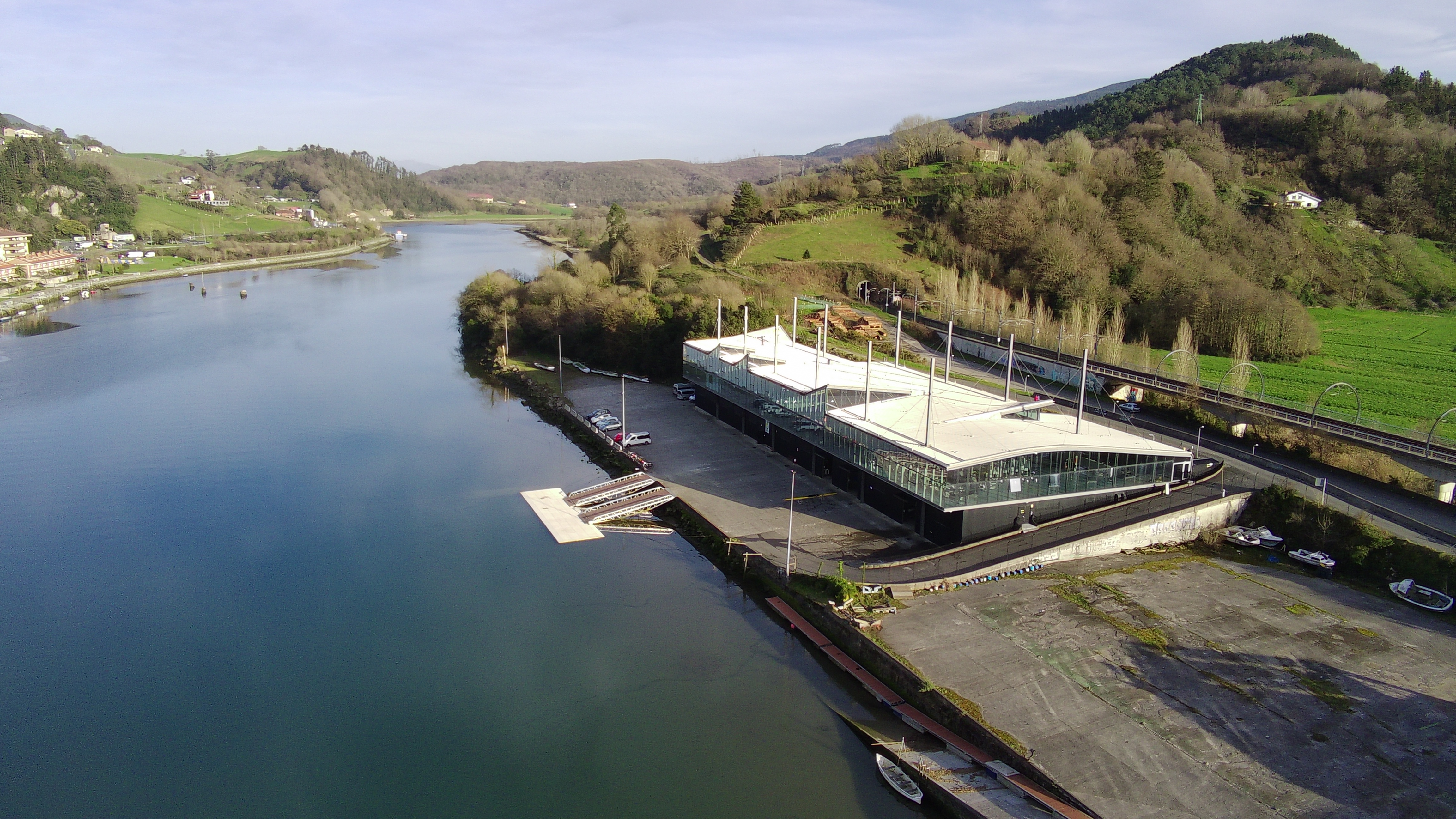
Instalaciones de Orio Arraunketa Elkartea

El deporte con más tradición en Orio es el remo. La tradición del remo se remonta a la época en la que los oriotarras utilizaban la fuerza de sus brazos para mover las embarcaciones con las que se dedicaban a la pesca. Orio fue la última localidad vasca en la que se pescó una ballena franca, el 14 de mayo de 1901. Los oriotarras poseen el mayor número de victorias en la regata más importante del calendario de regatas de traineras, la Bandera de La Concha, celebrada en San Sebastián con 32 victorias a lo largo de la historia.
En 1965 se fundó el Club Remo Olímpico Orio Arraunketa Elkartea que representa a la localidad en este deporte. En banco fijo, además de tener el mejor palmarés del Cantábrico en regatas de traineras, participa actualmente en la Liga ACT, que agrupa a las mejores embarcaciones de Galicia, Cantabria y País Vasco. Además de en regatas de traineras el club participa también en competiciones de banco móvil o remo olímpico donde es uno de los clubes más importantes de España. Numerosos deportistas del club han participado en competiciones nacionales e internacionales (Juegos Olímpicos, Campeonatos del Mundo); cosechando buenos resultados. El CRO Orio posee sus instalaciones junto al río Oria, que es utilizado como campo de regatas y entrenamientos.